# Галактический квадрант (Звёздный путь)

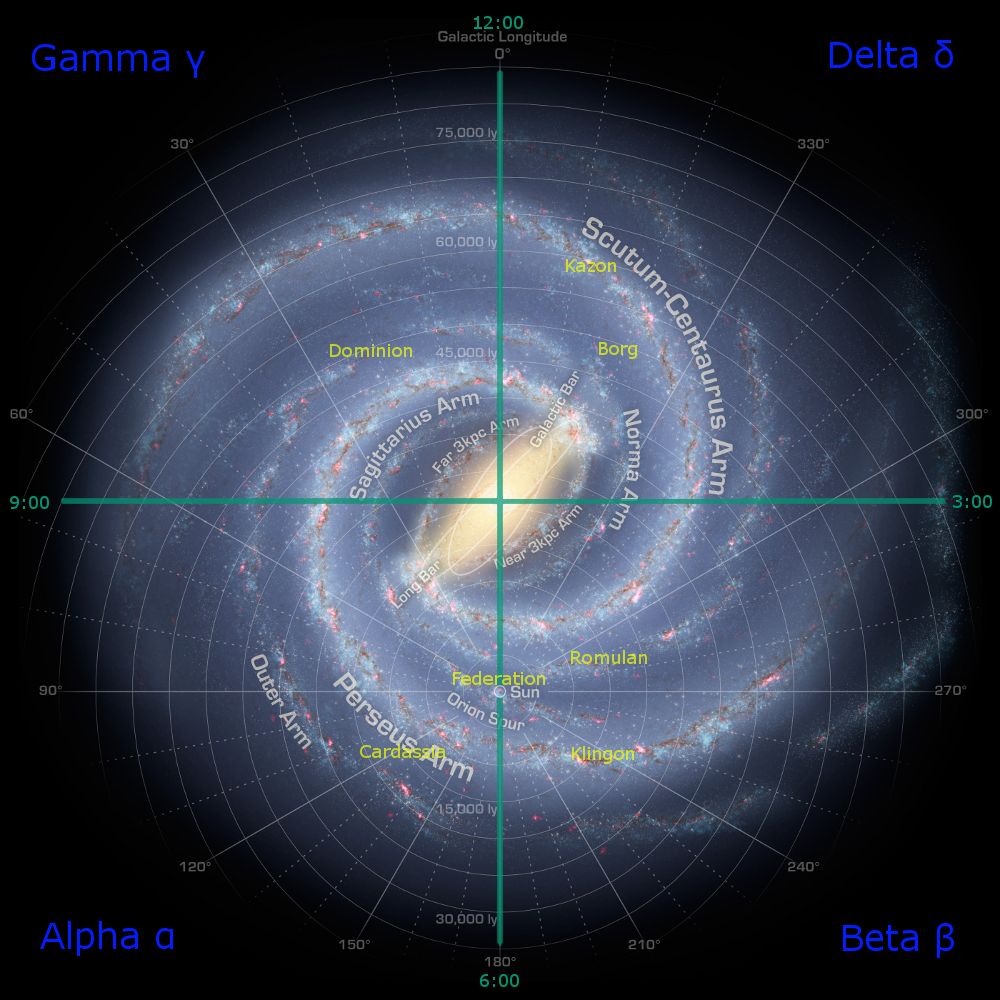
Художественное изображение реальной галактики Млечный Путь, наложенное на общий вид вымышленной системы квадрантов вселенной «Звёздного пути» и местонахождение определённых видов.

Галактический квадрант (англ. Galactic quadrants) — синоним «сектора», термин относится к галактической системе координат во франшизе «Звёздный путь».
Галактические квадранты в «Звёздном пути» основаны на меридиане, который проходит от центра галактики через Солнечную систему Земли, что мало чем отличается от системы квадрантов, используемой научно-популярными астрономами. Однако вместо того, чтобы перпендикулярная ось проходила через Солнце, как это делается в астрономии, в версии «Звёздного пути» ось проходит через Галактический центр. Кроме того, вместо порядковых номеров квадранты обозначаются греческими буквами Альфа, Бета, Гамма и Дельта.
Согласно StarTrek.com, «если рассматривать большую плоскость галактики как циферблат, а положение 6 часов делит Солнечную систему пополам» (если смотреть с галактического северного полюса), то четыре вымышленных квадранта следующие:
- Альфа-квадрант — это четверть, появляющаяся между 6 и 9 часами.
- Бета-квадрант — это четверть, появляющаяся между 3 и 6 часами.
- Гамма-квадрант — это четверть, появляющаяся между 9 и 12 часами.
- Дельта-квадрант — это четверть, появляющаяся между 12 и 3 часами.

## Альфа- и Бета-квадранты
Альфа-квадрант и близлежащие районы Бета-квадранта составляют основное место действия сериалов «Звёздный путь: Оригинальный сериал», «Звёздный путь: Следующее поколение», «Звёздный путь: Глубокий космос 9» и «Звёздный путь: Энтерпрайз». Согласно Энциклопедии, Федерация в основном находится на стороне Альфа-квадранта, но с некоторыми частями в Бета-квадранте, тогда как клингонская и ромуланская империи в основном находятся в Бета-квадранте, но частично простираются в Альфа-квадрант. В звёздных картах «Звёздного пути» ромуланцы и клингоны полностью находятся в бета-квадранте, а также Гегемония Горнов, Солидарность Сон’а и Консорциум Метрон. Звёздные карты «Звёздного пути» также указывают в Альфа-квадранте Первую Федерацию, Бринов, Ференги, Ценкети, кардассианцев, баджорцев, таларианцев и толианцев.
Фильм «Звёздный путь 6: Неоткрытая страна» подразумевает, что граница Альфа/Бета проходит через пространство Федерации или находится относительно близко к нему. Энциклопедия «Звёздный путь» приписывает это решение рационализации строки в фильме «Звёздный путь 2: Гнев Хана», в которой Джеймс Т. Кирк утверждает, что звездолёт «Энтерпрайз» — единственный корабль Федерации в квадранте. Карты, созданные художественным персоналом для сериала, показывают, что граница Альфы и Беты проходит через Солнечную систему.
В звёздных картах «Звёздного пути» утверждается, что Бета-квадрант содержит основные миры систем Вулкан (40 Эридана), Андория (Процион), Риса и Ригель (Бета Орионис); Альфа-квадрант содержит Теллар (61 Лебедя), Трель и.

## Гамма-квадрант
Доминион, один из самых агрессивных антагонистов в телесериале «Глубокий космос 9», контролирует большую часть Гамма-квадранта. Альфа-квадрант вступает в контакт с Доминионом через баджорскую червоточину, которая является местом действия и основным источником конфликта в сериале.

## Дельта-квадрант
Большая часть информации о Дельта-квадранте и его обитателях взята из сериала «Звёздный путь: Вояджер». Этот квадрант в значительной степени не изучен Объединенной Федерацией Планет, за исключением обратного рейса звездолёта «Вояджер», USS Equinox, USS Raven, и на короткое время звездолётом «Энтерпрайз-D» и гражданами Федерации, ассимилированных или деассимилированных из Боргов. Дельта-квадрант является домом для Коллектива Боргов, Казонов, видийцев, талаксианцев, окампа, хиродженов и малонов.

## Галактическое ядро
На некоторых картах центра галактики из «Звёздного пути» галактическое ядро считается отдельной областью, а не частью какого-либо из четырёх квадрантов. Цитерианцы из серии «Энная степень» сериала «Следующее поколение» находятся недалеко от этой области. В фильме «Звёздный путь 5: Последний рубеж» «божественное» существо встречается внутри того, что называется «Великим барьером».